# Jean-Claude Cassini
Pour les articles homonymes, voir Cassini.
Jean-Claude Cassini, est un dessinateur de bande dessinée français, né le 19 décembre 1968 à Aix-en-Provence et mort dans la même ville le 9 octobre 2023,.

## Biographie
Jean-Claude Cassini étudie les arts appliqués à Marseille puis devient graphiste dans la presse hippique. Pour la collection Histoires des Villes (éd. Le Téméraire), sur un scénario d'Olivier Gilleron, Cassini publie D'Antipolis à Antibes - 2500 ans d'histoire en 1996 ainsi que Paris, l'histoire en capitale - T. 1 - De boue et de cendres, avec Christian Goux la même année. Sur un scénario de Richard Marazano, il dessine le western Tequila Desperados, publié chez Soleil en 1998 (resté sans suite depuis). Il s'associe ensuite avec Simon Rocca pour la série d'humour Bouffe-Doublon, qui compte trois volumes et un hors-série publiés entre 1999 et 2001. Les deux auteurs collaborent de nouveau, cette fois sur  Séminole, tome 1 : Le destin de Jasper Unluck (2002), qui est abandonnée après le premier volume. Revenant au western, Cassini dessine le diptyque de La dernière chevauchée sur un scénario de Philippe Chanoinat et Hubert Chardot (2003-2005),; Actua BD leur réserve un accueil critique positif. En parallèle à ces travaux, Cassini s'adonne à la peinture et collabore avec Pif entre 2004 et 2008. Dans le genre historique, Reynald Secher et Guy Lehideux écrivent pour Cassini Verdun :  21 février 1916 - 18 décembre 1916, publié en 2008. Au sein de la collection Terres Secrètes (Soleil), Axel Gonzalbo scénarise Badlands, le septième et dernier volume de la série Corpus Hermeticum, tome illustré par Cassini et publié en 2009 ; l'ouvrage reçoit un accueil froid sur BD Gest. Cassini renoue avec la bande dessinée historique en collaborant de nouveau avec Secher et Lehideux pour deux albums sur la Seconde Guerre mondiale (2015).

## Œuvre

### Albums
- 62 auteurs de Boulogne Dessiné, scénario et dessins collectifs, Les Amis de la B.D., 2010  (ISBN 978-2-9537801-0-9)
- Bouffe-Doublon, scénario de Simon Rocca, Soleil Productions

1. Le trésor de la Madre de Dios[10], 1999  (ISBN 2-87764-884-2)
2. À l'ouest d'Éden, 2000  (ISBN 2-87764-952-0)
3. À malin, malin et demi[11], 2001  (ISBN 2-84565-096-5)

HS. Esquisses, 2001
- Corpus Hermeticum, Soleil Productions, collection Terres Secrètes

7. Badlands, scénario d'Axel Gonzalbo, 2009  (ISBN 978-2-302-00656-0)
- D'Antipolis à Antibes - 2 500 ans d'histoire, scénario de Christian Goux, Le Téméraire, collection Histoires des Villes, 1996  (ISBN 2-908703-49-1)
- La Dernière Chevauchée, scénario de Philippe Chanoinat et Hubert Chardot, Soleil Productions

1. Black gold, 2003  (ISBN 2-84565-650-5)
2. Le crépuscule des charognards, 2005  (ISBN 2-84565-893-1)

- Paris, l'histoire en capitale - De boue et de cendres, scénario d'Olivier Gilleron, Le Téméraire, collection Histoires des Villes, 1996  (ISBN 2-908703-61-0)
- Séminole, , scénario de Simon Rocca, Soleil Productions

1. Le destin de Jasper Unluck, 2002  (ISBN 2-84565-238-0)[12]

- Tequila Desperados, scénario de Richard Marazano, Soleil Productions

1. Tierras calientes, 1998  (ISBN 2-87764-809-5)

- Une boulonnaise, scénario collectif, dessins de Béatrice Tillier, Caza, Jean-Louis Dress, Olivier Brazao, Laurent Paturaud, Mig, Christophe Palma, Al Severin, Jean-Claude Cassini et Laurent Houssin, Festival Boulogne, 2007
- Verdun - 21 février 1916 - 18 décembre 1916, scénario de Reynald Secher et Guy Lehideux, R.S.E., collection Mémoire Du Futur, 2008  (ISBN 2-912064-29-5)